# 韋斯特賽德鎮區 (明尼蘇達州諾布爾斯縣)
韋斯特賽德鎮區（英語：Westside Township）是位於美國明尼蘇達州諾布爾斯縣的一個行政鎮區。

## 地方資料
韋斯特賽德鎮區的面積為91.72平方千米，當中陸地面積為91.39平方千米，而水域面積為0.33平方千米。根據2020年美國人口普查的數據，當地共有人口207人，而人口密度為每平方千米2.26人。